# Calonectria pacifica
Calonectria pacifica är en svampart som först beskrevs av J.C. Kang, Crous & C.L. Schoch, och fick sitt nu gällande namn av L. Lombard, M.J. Wingf. & Crous 20 10. Calonectria pacifica ingår i släktet Calonectria och familjen Nectriaceae.   Inga underarter finns listade i Catalogue of Life.